# HMS Scorpion (G72)
HMS Scorpion (G72) là một tàu khu trục lớp S được Hải quân Hoàng gia Anh Quốc chế tạo trong Chương trình Khẩn cấp Chiến tranh để phục vụ trong Chiến tranh Thế giới thứ hai. Sống sót qua cuộc chiến tranh, nó được chuyển giao cho Hải quân Hoàng gia Hà Lan vào tháng 10 năm 1945 như là chiếc HNLMS Kortenaar, được cải biến thành một tàu frigate nhanh năm 1957 và phục vụ cho đến năm 1962.

## Thiết kế và chế tạo
Scorpion được chế tạo tại xưởng tàu của hãng Cammel Laird ở Birkenhead, và được đặt lườn vào ngày 19 tháng 6 năm 1941. Nó nguyên được đặt tên là HMS Sentinel, nhưng được đổi tên sau khi chiếc pháo hạm sông lớp Dragonfly Scorpion (T67) bị mất trong eo biển Bangka vào tháng 2 năm 1942. Nó được hạ thủy vào ngày 26 tháng 8 năm 1942 và nhập biên chế cùng Hải quân Hoàng gia vào ngày 11 tháng 5 năm 1943.

## Lịch sử hoạt động

### Hạm đội Nhà và hộ tống vận tải
Scorpion gia nhập Chi hạm đội khu trục 23 trực thuộc Hạm đội Nhà tại Scapa Flow vào ngày 11 tháng 5 năm 1943 và được bố trí tuần tra tại Khu vực Tiếp cận Tây Bắc. Vào ngày 20 tháng 10, nó tham gia một đội hộ tống bao gồm chín tàu khu trục, một tàu corvette Na Uy và hai tàu quét mìn vốn lên đường đi sang bán đảo Kola trong khuôn khổ Chiến dịch FR, có nhiệm vụ đưa trở về nhà các tàu buôn đang chờ đợi tại các cảng Liên Xô khi các chuyến Vận tải Bắc Cực bị tạm dừng. Bị trì hoãn do sương mù dày đặc, Đoàn tàu RA 54A về đến Loch Ewe an toàn vào ngày 14 tháng 11, trong khi chi hạm đội khu trục quay mũi theo hướng ngược lại để hộ tống Đoàn tàu JW 54B đi sang Archangel, Nga. Nó quay trở về Scapa Flow, để rồi lại lên đường vào ngày 10 tháng 12, hộ tống cho thiết giáp hạm HMS Duke of York và tàu tuần dương HMS Jamaica vốn được lệnh ra khơi hộ tống từ xa cho Đoàn tàu JW 55A. Tàu chiến của Hải quân Đức Quốc xã đã không xuất hiện, nên nó đi cùng chiếc thiết giáp hạm suốt chặng đường đi sang Kola, một chuyến đi khá bất ngờ và đầy nguy cơ gây ngạc nhiên cho phía người Nga.

### Trận chiến mũi North
Scorpion hộ tống cho Duke of York khi chiếc này quay trở về phía Tây để tiếp nhiên liệu tại Akureyri thuộc Iceland vào ngày 21 tháng 12. Hạm đội Nhà rời Iceland vào ngày 23 tháng 12 để hộ tống cho các đoàn tàu RA 55A và JW 55A, được báo động về ý định của Đức muốn đánh chặn một trong hai đoàn tàu này theo như được giải mã tình báo bởi Ultra. Vào ngày 26 tháng 12, thiết giáp hạm Đức Scharnhorst, được hộ tống bởi năm tàu khu trục, tìm cách tấn công các con tàu thuộc Đoàn tàu JW 55A, nhưng bị đánh đuổi bởi lực lượng ba tàu tuần dương dưới quyền Chuẩn đô đốc Robert Burnett, rồi bị cắt đứt bởi lực lượng của Chuẩn đô đốc Bruce Fraser. Trong trận chiến Duke of York đã đánh trúng phòng nồi hơi bên mạn phải của Scharnhorst bằng một quả đạn pháo 14 inch, khiến đối thủ phải giảm tốc độ còn 10 kn (19 km/h) trong một lúc, khi nó tìm cách lẩn tránh hạm đội Anh. Điều này cho phép các tàu khu trục Anh có cơ hội tấn công bằng ngư lôi. Tiếp cận từ phía đuôi, Saumarez và Savage bắn đạn pháo sáng nhằm che giấu phía Đức trong khi Stord và Scorpion tiếp cận từ phía mạn phải chiếc thiết giáp hạm. Hai chiếc tàu khu trục đã phóng 16 quả ngư lôi, ghi được một phát trúng đích, đẩy Scharnhorst lọt vào tầm bắn của Saumarez và Savage, vốn ghi được thêm hai phát trúng đích khác. Chiếc thiết giáp hạm đối phương bị đánh hỏng cho phép chiếc Duke of York chậm hơn bắt kịp và đánh chìm đối thủ. Sau trận chiến, Scorpion vớt được 30 người sống sót và lên đường đi bán đảo Kola, đến nơi vào ngày 27 tháng 12. Nó quay trở về Scapa Flow cùng phần còn lại của hạm đội vào ngày cuối năm.

### Chiến dịch Neptune
Vào tháng 3 năm 1944, Scorpion được phân về lực lượng hộ tống đại dương cho Đoàn tàu JW 58, một trong những đoàn tàu vận tải Bắc Cực lớn nhất trong chiến tranh. Mọi con tàu đã đi đến đích bình yên, và nó quay trở về cùng với Đoản tàu RA 58. Sau đó nó được điều động sang Lực lượng S cùng với nhiều tàu khu trục lớp S trong thành phần hạm đội tham gia cuộc Đổ bộ Normandy. Trong tháng 5, nó tham gia các cuộc thực tập chuẩn bị, trước khi lên đường đi Spithead vào đầu tháng 6. Nó vượt eo biển Manche vào ngày 5 tháng 6, chiếm lấy vị trí ngoài khơi Ouistreham để bắn phá các mục tiêu hỗ trợ cho cuộc đổ bộ lên phần Queen của bãi Sword. Vào ngày 7 tháng 6, nó được phân công tuần tra khu vực phía Đông lực lượng đặc nhiệm sau khi chiếc tàu chị em Svenner bị mất do trúng ngư lôi từ tàu phóng lôi Đức. Vào ngày 9 tháng 6, nó được cho tách ra cùng với Scourge để tăng cường cho Chi hạm đội tàu khu trục lớp O chống lại mối đe dọa của các tàu khu trục hạng nặng Đức xuất phát từ Brest. Nó trải qua phần còn lại của tháng 6, tháng 7 và tháng 8 tuần tra tại cùng eo biển Manche bảo vệ các đoàn tàu chống lại tàu phóng lôi E-boat đối phương.

### Vận tải Bắc Cực
Scorpion quay trở lại hoạt động vận tải Bắc Cực vào tháng 9 năm 1944, hộ tống cho thiết giáp hạm HMS Rodney để bảo vệ cho Đoàn tàu JW 60 và sau đó là Đoàn tàu RA 60. Đến tháng 10, nó được điều động hỗ trợ cho Chiến dịch Lycidas, bảo vệ cho các tàu sân bay hộ tống HMS Fencer và HMS Trumpeter, khi chúng tiến hành các hoạt động rải mìn bằng máy bay chung quanh bờ biển Na Uy. Khởi hành cùng với Savage vào tháng 11, nó chuyên chở binh lính Na Uy đến bán đảo Kola trong khuôn khổ Chiến dịch Freeman, nhằm tham gia cùng binh lính Hồng quân Liên Xô trong nỗ lực đẩy lui quân Đức khỏi Murmansk, chuyển quyền kiểm soát trở lại cho Chính phủ Na Uy lưu vong. Sau đó nó gia nhập thành phần hộ tống cho Đoàn tàu RA 60A vào ngày 11 tháng 11, rồi hỗ trợ thêm hai hoạt động cùng các tàu sân bay hộ tống ngoài khơi bờ biển Na Uy gần Karmøy vào ngày 20 tháng 11 (Chiến dịch Handfast), và gần Mosjøen vào ngày 27 tháng 11.
Đang khi hộ tống Đoàn tàu JW 63 vào dịp đầu năm mới, pháo thủ phòng không của Scorpion đã bắn nhầm, nhưng trượt, vào hai máy bay tiêm kích Wildcat, vốn được tung ra để đánh chặn một máy bay Đức. Nó hộ tống thêm bốn chuyến vận tải Bắc Cực khác vào đầu năm 1945: RA 63 vào tháng 1, RA 64 vào tháng 2, và JW 65 cùng RA 65 trong tháng 3. Nó cũng được bố trí để hỗ trợ ba hoạt động khác vào tháng 2 tại Bắc Hải: các chiến dịch Selenium, Shred và Groundsheet. Nó tiếp tục phục vụ cùng Hạm đội Nhà cho đến ngày chiến thắng vào tháng 8 năm 1945, khi nó được đưa về lực lượng dự bị.

### Sau chiến tranh
Vào tháng 10 năm 1945, Scorpion được bán cho Hà Lan và được đổi tên thành HNLMS Kortenaer. Chiếc tàu khu trục tiếp tục phục vụ cùng Hải quân Hoàng gia Hà Lan cho đến năm 1957, khi nó được cải biến thành một tàu frigate nhanh chống tàu ngầm. Kortenaer bị tháo dỡ năm 1962.